# Caranx lugubris
Caranx lugubris är en fiskart som beskrevs av Poey, 1860. Caranx lugubris ingår i släktet Caranx och familjen taggmakrillfiskar. Inga underarter finns listade.